# Mikroregion Goiânia
Die Mikroregion Goiânia ist eine durch das IBGE (Instituto Brasileiro de Geografia e Estatística) für statistische Zwecke festgelegte Region im brasilianischen Bundesstaates Goiás. Sie gehört zur Mesoregion Zentral-Goiás und umfasst 17 Gemeinden.

## Geographische Lage
Die Mikroregion Goiânia grenzt an die Mikroregionen (Mesoregionen):
- Im Norden an Anápolis (Zentral-Goiás)
- Im Osten an Pires do Rio (Süd-Goiás)
- Im Süden an Meia Ponte (Süd-Goiás)
- Im Südwesten an Vale do Rio dos Bois (Süd-Goiás)
- Im Nordwesten an Anicuns (Zentral-Goiás)

## Gemeinden in der Mikroregion Goiânia
| Gemeinde               | Lage                                   | Fläche (km²) | Einwohner 2010 | GDP in 2003 (R$ 1.000,00) |
| ---------------------- | -------------------------------------- | ------------ | -------------- | ------------------------- |
| Abadia de Goiás        | Lage von Abadia de Goiás               | 146,458      | 6.868          |                           |
| Aparecida de Goiânia   | Lage von Aparecida de Goiânia in Goiás | 288,465      | 455.735        |                           |
| Aragoiânia             | Lage von Aragoiânia in Goiás           | 218,755      | 8.375          |                           |
| Bela Vista de Goiás    | Lage von Bela Vista de Goiás           | 1.280,9      | 24.539         |                           |
| Bonfinópolis           | Lage von Bonfinópolis in Goiás         | 122,257      | 7.536          |                           |
| Caldazinha             | Lage von Caldazinha in Goiás           | 311,687      | 3.322          |                           |
| Goianápolis            | Lage von Goianápolis in Goiás          | 162,380      | 10.681         |                           |
| Goiânia                | Lage von Goiânia in Goiás              | 739,492      | 1.301.892      |                           |
| Goianira               | Lage von Goianira in Goiás             | 200,402      | 34.061         |                           |
| Guapó                  | Lage von Guapó in Goiás                | 517,005      | 14.002         |                           |
| Hidrolândia            | Lage von Hidrolândia in Goiás          | 944,238      | 17.398         |                           |
| Leopoldo de Bulhões    | Lage von Leopoldo de Bulhões in Goiás  | 495,015      | 7.875          |                           |
| Nerópolis              | Lage von Nerópolis in Goiás            | 204,216      | 24.189         |                           |
| Santo Antônio de Goiás | Lage von Santo Antônio de Goiás        | 132,803      | 4.690          |                           |
| Senador Canedo         | Lage von Senador Canedo in Goiás       | 244,745      | 84.399         |                           |
| Terezópolis de Goiás   | Lage von Terezópolis de Goiás          | 106,976      | 6.562          |                           |
| Trindade               | Lage von Trindade in Goiás             | 713,280      | 104.506        |                           |
| Total: 17 Gemeinden    | Total: 17 Gemeinden                    | 6.824,791    | 2.116.630      |                           |